# Дуди-Пущанські
Дуди-Пущанські (пол. Dudy Puszczańskie) — село в Польщі, у гміні Лисе Остроленцького повіту Мазовецького воєводства.
Населення — 234 особи (2011).
У 1975-1998 роках село належало до Остроленцького воєводства.

## Демографія
Демографічна структура станом на 31 березня 2011 року:
|          | Загалом | Допрацездатний вік | Працездатний вік | Постпрацездатний вік |
| -------- | ------- | ------------------ | ---------------- | -------------------- |
| Чоловіки | 106     | 35                 | 61               | 10                   |
| Жінки    | 128     | 46                 | 62               | 20                   |
| Разом    | 234     | 81                 | 123              | 30                   |